# Camponotus claviscapus
Camponotus claviscapus é uma espécie de inseto do gênero Camponotus, pertencente à família Formicidae.